# Сексуално узбуђење
Сексуално узбуђење или сексуална жеља једна је од физиолошких реакција која настаје током или у очекивању сексуалне активности у телу мушкарца или жене, под утицајем сексуалних стимулуса. Оно је почетна фаза, или прва од четири фазе у циклусу људског сексуалног одговора, која претходи непосредном почетку сексуалног односа, мастурбацији и сличним активностима, а завршава се оргазмом као врхунцем сексуалног узбуђења.
Сексуално узбуђење има неколико фаза и не може довести до стварне сексуалне активности, изван менталног узбуђења и физиолошких промена које га прате. Уз довољно сексуалне стимулације, сексуално узбуђење код људи достиже свој врхунац током оргазма, мада се може јавити и сам по себи, чак и у одсуству оргазма.
Сексуално узбуђење по правилу настаје као резултат гледања и читања еротских материјала, разговора о сексуалној теми, утицаја на ерогене зоне, присећања еротских успомена, комуникације са особама супротног или истог (ЛГБТ) пола итд.

## Терминологија
Термин „сексуално узбуђење“ се користи са променљивим значењем, и обично се изједначава са гениталним одговором — према томе за мушкарца који има ерекцију сматра се да је сексуално узбуђен.
У свакодневном животу да би се означило сексуално узбуђење користи се неколико неформалних термина и фраза попут ових: успаљеност, напареност, похотљивост, узаврелост и сладострашће.,
Ствари које изазивају људско сексуално узбуђење називају се и еротски стимулуси и колоквијално су познате и као „преокрети” (који узрокује да се неко осећа узбуђен или сексуално узбуђен).

## Опште информације
Ментални надражаји као и физички надражаји, као што је додир, и унутрашња флуктуација хормона, могу утицати на сексуално узбуђење, током кога настају бројни физиолошки одговори телу и ума на сексуалног узбуђења, ко део до припрема за сексуални однос, и настављају се током њега. Мушко узбуђење ће поред менталних надражаја довести до ерекције мушког полног уда, а код жена узбуђења доводи до ширег одговор појединих делова тела — брадавице, вулве, клиториса, вагиналних зидови и вагиналних жлезда.

## Фазе у сексуалном узбуђења
Сексуално узбуђење, манифестује се на различите начине код мушкараца и жена, и при томе пролази кроз следеће фазе.

### Сексуално узбуђење мушкарца
- Мушкарац може да започне сексуално узбуђење и пре физичког контакта са партнером, погледом партнера или његових гениталија, читањем или гледањем порнографских или еротских садржаја и еротским мислима.
- Код мушкарца настаје иницијална фаза сексуалног узбуђења у виду ерекције полног уда.
- У наставку, сексуално узбуђење ја праћено појавом слабије секреције на главићу уда.
- Уз даље интензивирање сексуалног узбуђења, уз максималну ерекцију и сексуалне надражаје мушкарац је спреман за сексуални чин.
- Током пенетрације (или мастурбације) узбуђење додатно расте и мушкарац постепено достиже оргазам.

### Сексуално узбуђење жене
- Жена може да започне сексуално узбуђење и пре физичког контакта са партнером, погледом партнера или његових гениталија, читањем или гледањем порнографских или еротских садржаја и еротским мислима.
- Сексуално узбуђење код жене развија се полако, најчешће након пољубаца и стимулације ерогених зона, дојки и клиториса
- Раст осећаја узбуђења праћен је дубљим дисањем, стењањем и лупањем срца
- У дањем току узбуђења настаје влажење вагине.
- Жена почиње да се креће и изазива сензуалније покрета, како би показала да је спремна за сексуални чин
- Током сексуалног чина (или мастурбације) сексуално узбуђење постепено све више расте и што води ка оргазму, или сексуалном задовољавању.

### Дејство хормона
Неколико хормона утиче на сексуално узбуђење, укључујући тестостерон, кортизол, естрадиол, пептиде. Релевантност утицаја тестостерона, естрадиола и одређених пептида (окситоцина, ендорфина и пролактина) на сексуално узбуђење код људи је углавном је изучено. На то су указала и додатна истраживања понашања током сексуално узбуђење, на основу бројних снимања, која су открила дистрибуцији гонадалних стероида у рецепторима у мозгу.
Међутим, специфичне улоге ових хормона нису сасвим разјашњене. Тестостерон је најчешће проучаван хормон којим се бави наука о сексуалности. Он игра кључну улогу у сексуалном узбуђењу код мушкараца, са снажним ефектима на механизме централног узбуђења. Да тестостерон игра кључну улогу у одраслом мушкарцу, доказују студија спроведеним са хипогонадалним и еугонадалним мушкарцима. Међутим улога тестостерона у развоју сексуалног узбуђења, код старијих мушкарца, мање је јасна, као и могући утицај тестостерона на несексуалне ефекте старијих особа, који можда индиректно утичу и на сексуално узбуђење.
Веза између тестостерона и сексуалног узбуђења је сложенија код жена, и мање конзистентнија. Једна од могућих објашњење је већа варијабилност жена у реакцији на тестостерон. Истраживања су показала да се ниво тестостерона повећава као резултат сексуалних реакција код жена које не користе хормонску контрацепцију. Такође, жене које учествују у полиандричним односима имају виши ниво тестостерона. Међутим, и даље је нејасно да ли више нивое тестостерона узрокује повећано узбуђење, или учесталији сексуални однос, сексуална активност са вишеструким партнерима узрокује повећање нивоа тестостерона. Недоследни резултати истраживања упућују на идеју да, иако тестостерон може играти улогу у сексуалности неких жена, његови ефекти могу бити нејасни, због бројних психолошких или афективних фактора и других чинилаца.
Улога пептида у сексуалном узбуђењу остаје неизвесна до даљег, делимично због вишеструких механизама и места деловања већина пептида. Док ендорфини изгледа да имају оба ефекта ексцитаторни и инхибиторни, пролактин је предложен као инхибиторни фактор који делује преко директне инхибиције допаминергичке активности, али докази за то су неуверљиви.
И док се традиционални концепт о дејству полних хормона, пре свега улога тестостерона и естрадиола у сексуалном узбуђењу може прихватити као исправна, улога пептида је недовољно јасна јер они вероватно имају комплекснију улогу. У том смислу улога пептида у сексуалном узбуђењу остаје неизвесна до даљег, делимично и због вишеструких утицаја и места деловања већине пептида.

### Физиолошке реакције
| Сексуално узбуђење мушкарца | Сексуално узбуђење жене |
| --- | --- |
| - Јавља се ерекција пениса неколико секунди након почетка сексуалног узбуђења. - Крв брзо протиче спужвастим и кавернозним ткивом, што учвршћује и повећава уд. - Још једно од спољашњих ткива које пролазе кроз трансформацију су набори скротума, који се изравнавају док се тестиси приближавају телу и благо се повећавају. - Мишићи перинеума се ритмички стежу. - На главићу пениса могу се јавити капи семене течности (преејакулација) - Зенице ока су проширене. | - Први знак је влажење вагине, које почиње десет до тридесет секунди од првих знакова сексуалног узбуђења. - Влажење које је у облику изолованих капи, током сексуалног узбуђења завршава се навлаживањем читаве унутрашње површине вагине. - Густина, количина и мирис секрета варирају не само од једне жене до друге, већ и од различитих периода живота. - Унутрашње две трећине вагине се шире, грлић материце и материца се померају према горе, док се стидне усне спљоштавају и отварају. - Клиторис повећава величину - Груди и брадавице постају чвршће, као резултат контракције малих мишићних влакана. - Вене на грудима могу да постану видљивије, као последица јаче прокрвљености. |

## Еволуцијски модели сексуалног узбуђења
Однос између гена и понашања уопште није исцрпљен једносмерним утицајем првог на други. Понашање такође може да утиче на гене, а овај утицај може се пратити и у еволуционој временској скали и у току живота једног организма, па тако и области сексуалног узбуђења. Полазећи од овога, сматра се да је кроз еволуциони развој, долазило и до промена у облицима сексуалног одговора код живих бића, који је временом постао пластични позитивни модификатор понашања повезан са Балдвиновим ефектом.
Као најбољи пример за то је приказ секундарних полних карактеристика код људи, као што је пенис-сличан увећању клиториса код жена током узбуђења и гинекомастија код мушкараца, што је некада био предмет изучавања селекције партнера у еволуцији човека. Тако је постојања ових особина — које изазивају сексуално узбуђење код потенцијалне партнере, коришћено у међукултуралним студијама. Драстичан пример за то су и високе стопе секундарних полних карактеристика — диморфизма у неким људским популацијама у југоисточној Азији. Слични еволутивни стимуланси су такође могли да доведу и до појаве нових структура као што је псеудопенис женке хијене.